# 凤城街道 (重庆市)
凤城街道，是中华人民共和国重庆市长寿区下辖的一个乡镇级行政单位。

## 行政区划
凤城街道下辖以下地区：
骑鞍社区、向阳路社区、凤岭路社区、望江路社区、三峡路社区、轻化路社区、滨江路社区、东街社区、梅村社区、复元村、永丰村、长风村、走马村、黄金村、三洞村、陵园村、过滩村、古佛村和白庙村。